# Third Stone from the Sun
Third Stone from the Sun är en låt skriven av Jimi Hendrix som släpptes av The Jimi Hendrix Experience på albumet Are You Experienced? 1967 under titeln 3rd Stone from the Sun. Låten är mestadels instrumental, den innehåller ingen sång, men Hendrix talar några fraser vid ett par tillfällen i låten. På grund av att låten innehåller flera sektioner som både drar åt rockhållet och åt jazzhållet har den i efterhand setts som en av de tidigaste fusionkompositionerna. Framför allt Mitch Mitchells trumspel är mycket jazzinspirerat. Låten är också rik på olika ljudeffekter. Slutsektionen är mycket kaotisk.
Titeln "tredje stenen från solen", anspelar på en utomjordings förmodade uppfattning om Jorden. Låten inleds med ett samtal mellan Hendrix och Chas Chandler som har förvrängts genom att man spelat det på lägre hastighet, för att efterlikna utomjordingar som bestämmer sig för att ta en titt på planeten jorden. Spelar man vinylutgåvorna på 45 RPM på grammofonen blir det tydligt vad som sägs:
- Hendrix : Star fleet to scout ship, please give your position. Over.
- Chandler : I am in orbit around the third planet of star known as sun. Over.
- Hendrix : May this be Earth? Over.
- Chandler : Positive. It is known to have some form of intelligent species. Over.
- Hendrix : I think we should take a look.

Enligt Dick Dale ska strofen "-and you'll never hear surf music again. ("du kommer aldrig få höra surfmusik igen") som förekommer senare i låten ha syftat på honom då han vid tidpunkten hade drabbats av cancer. Dale gjorde senare en cover på låten som finns med på albumet Better Shred Than Dead: The Dick Dale Anthology, där Dales uppfattning även finns nedtecknad. The Amboy Dukes inspirerades av låten då de spelade in sin cover på "Baby, Please Don't Go" 1967. I mittsektionen har de citerat ett av riffen från "Third Stone from the Sun".